# サンライズプリンス
サンライズプリンスは、日本の競走馬。おもな勝ち鞍は2010年のニュージーランドトロフィー。

## 戦績
2010年1月24日、中京競馬場でのデビュー戦を2着に9馬身差つけて勝利。2戦目のビオラ賞も2着に3馬身2分の1差つけて連勝する。皐月賞の出走権獲得を目指したスプリングステークスでは4着に終わったものの、仕切り直しの4月10日中山競馬場のニュージーランドトロフィーは、大外16番枠ながら先行して抜け出し、重賞初制覇。当初はあい続く長距離輸送を考慮して目標の東京優駿に直接向かうプランであったが、NHKマイルカップの優先出走権を得たにもかかわらず「勝ち馬がいかないのは失礼」という理由でNHKマイルカップ参戦が決定した。NHKマイルカップはダノンシャンティに続く2番人気に支持されたが、粘り込みも実らずダノンシャンティの4着。その後、右前浅屈腱炎を発症し、幹細胞移植手術を実施することから、復帰までに1年以上かかる見通しであることが判明した。
約2年3か月後の2012年8月26日の小倉日経オープンで復帰し13着。続く2戦も掲示板外のレースに終わり、2013年1月13日のニューイヤーステークスでは3着に巻き返したものの休養生活に戻り、2013年4月25日付けで競走馬登録を抹消された。
引退後は滋賀県甲賀市の吉澤ステーブルWESTで乗馬となった。2017年度より功労馬繋養展示事業の助成対象馬となり、滋賀県の湖南馬事センターに繋養されている。
2025年5月10日に死去。18歳没。

## 競走成績
以下の内容は、JBISサーチおよびnetkeiba.comに基づく。
| 競走日     | 競馬場 | 競走名        | 格      | 距離（馬場）  | 頭 数 | 枠 番 | 馬 番 | オッズ （人気） | 着順 | タイム （上り3F） | 着差 | 騎手      | 斤量 [kg] | 1着馬（2着馬）         | 馬体重 [kg] |
| ---------- | ------ | ------------- | ------- | ------------- | ----- | ----- | ----- | --------------- | ---- | ----------------- | ---- | --------- | --------- | ---------------------- | ----------- |
| 2010.01.24 | 中京   | 3歳新馬       |         | 芝2000m（良） | 15    | 8     | 16    | 003.60（2人）   | 01着 | R2:02.1（36.2）   | -1.4 | 0北村友一 | 56        | （オーパスクイーン）   | 506         |
| 0000.02.13 | 中京   | ビオラ賞      | 500万下 | 芝2000m（良） | 9     | 2     | 2     | 001.40（1人）   | 01着 | R2:02.0（36.3）   | -0.6 | 0北村友一 | 56        | （アルティスト）       | 498         |
| 0000.03.21 | 中山   | スプリングS   | GII     | 芝1800m（良） | 15    | 6     | 11    | 007.10（3人）   | 04着 | R1:48.6（34.9）   | -0.4 | 0北村友一 | 56        | アリゼオ               | 500         |
| 0000.04.10 | 中山   | NZT           | GII     | 芝1600m（良） | 16    | 8     | 16    | 003.40（1人）   | 01着 | R1:32.9（34.8）   | -0.3 | 0横山典弘 | 56        | （ダイワバーバリアン） | 500         |
| 0000.05.09 | 東京   | NHKマイルC    | GI      | 芝1600m（良） | 18    | 2     | 4     | 002.70（2人）   | 04着 | R1:31.9（35.2）   | -0.5 | 0横山典弘 | 57        | ダノンシャンティ       | 502         |
| 2012.08.26 | 小倉   | 小倉日経OP    | OP      | 芝1800m（良） | 16    | 5     | 10    | 009.90（4人）   | 13着 | R1:46.1（35.5）   | -0.9 | 0北村友一 | 55        | ダローネガ             | 504         |
| 0000.10.07 | 東京   | 毎日王冠      | GII     | 芝1800m（良） | 16    | 3     | 5     | 124.0（15人）   | 10着 | R1:45.6（33.4）   | -0.6 | 0北村宏司 | 56        | カレンブラックヒル     | 492         |
| 0000.12.15 | 中山   | ディセンバーS | OP      | 芝1800m（稍） | 15    | 2     | 3     | 005.20（2人）   | 08着 | R1:48.2（35.3）   | -0.4 | 0松岡正海 | 55        | ベールドインパクト     | 502         |
| 2013.01.13 | 中山   | ニューイヤーS | OP      | 芝1600m（良） | 16    | 1     | 2     | 005.90（2人）   | 03着 | R1:33.8（34.6）   | -0.3 | 0柴田善臣 | 55        | ミトラ                 | 496         |

## 血統表
| サンライズプリンスの血統        | サンライズプリンスの血統                             | サンライズプリンスの血統  | （血統表の出典）          | （血統表の出典） |
| 父系                            | ヘイロー系                                           | ヘイロー系                | ヘイロー系                | [ § 2 ]          |
| 父 アグネスタキオン 1998 栗毛   | 父の父*サンデーサイレンス Sunday Silence 1986 青鹿毛 | Halo                      | Hail to Reason            | Hail to Reason   |
| 父 アグネスタキオン 1998 栗毛   | 父の父*サンデーサイレンス Sunday Silence 1986 青鹿毛 | Halo                      | Cosmah                    |                  |
| 父 アグネスタキオン 1998 栗毛   | 父の父*サンデーサイレンス Sunday Silence 1986 青鹿毛 | Wishing Well              | Understanding             | Understanding    |
| 父 アグネスタキオン 1998 栗毛   | 父の父*サンデーサイレンス Sunday Silence 1986 青鹿毛 | Wishing Well              | Mountain Flower           |                  |
| 父 アグネスタキオン 1998 栗毛   | 父の母アグネスフローラ 1987 鹿毛                     | *ロイヤルスキー           | Raja Baba                 | Raja Baba        |
| 父 アグネスタキオン 1998 栗毛   | 父の母アグネスフローラ 1987 鹿毛                     | *ロイヤルスキー           | Coz o'Nijinsky            |                  |
| 父 アグネスタキオン 1998 栗毛   | 父の母アグネスフローラ 1987 鹿毛                     | アグネスレディー          | *リマンド                 | *リマンド        |
| 父 アグネスタキオン 1998 栗毛   | 父の母アグネスフローラ 1987 鹿毛                     | アグネスレディー          | イコマエイカン            |                  |
| 母 *メインリー Mainly 1996 鹿毛 | 母の父Wild Again 1980                                | Icecapade                 | Nearctic                  | Nearctic         |
| 母 *メインリー Mainly 1996 鹿毛 | 母の父Wild Again 1980                                | Icecapade                 | Shenanigans               |                  |
| 母 *メインリー Mainly 1996 鹿毛 | 母の父Wild Again 1980                                | Bushel-n-Peck             | Kahled                    | Kahled           |
| 母 *メインリー Mainly 1996 鹿毛 | 母の父Wild Again 1980                                | Bushel-n-Peck             | Dama                      |                  |
| 母 *メインリー Mainly 1996 鹿毛 | 母の母Primarily 1988                                 | Lord at War               | General                   | General          |
| 母 *メインリー Mainly 1996 鹿毛 | 母の母Primarily 1988                                 | Lord at War               | Luna de Miel              |                  |
| 母 *メインリー Mainly 1996 鹿毛 | 母の母Primarily 1988                                 | Mostly                    | Grey Dawn                 | Grey Dawn        |
| 母 *メインリー Mainly 1996 鹿毛 | 母の母Primarily 1988                                 | Mostly                    | Rare Relish F-No.4-m      |                  |
| 母系(F-No.)                     | メインリー(CAN)系(FN:4-m)                            | メインリー(CAN)系(FN:4-m) | メインリー(CAN)系(FN:4-m) | [ § 3 ]          |
| 5代内の近親交配                 | 5代内アウトブリード                                  | 5代内アウトブリード       | 5代内アウトブリード       | [ § 4 ]          |
| 出典                            | 1. 2. 3. 4.                                          | 1. 2. 3. 4.               | 1. 2. 3. 4.               | 1. 2. 3. 4.      |

- 半姉ローマンブリッジの産駒にサンライズホーク（2023年サマーチャンピオン）。